# Rob Lock
Robert Alan Lock, detto Rob (Reedley, 22 maggio 1966), è un ex cestista statunitense, professionista nella NBA, in Italia, Francia e Spagna.
È stato il marito di Valerie Still.

## Carriera
È stato selezionato dai Los Angeles Clippers al terzo giro del Draft NBA 1988 (51ª scelta assoluta).